# Philochoros
Philochoros aus Athen (latinisiert Philochorus; * um 340 v. Chr.; † um 261 v. Chr.) war ein griechischer Geschichtsschreiber und Mythograph. Er war ein hochangesehener Gelehrter und der bedeutendste der Atthidographen.

## Leben und Werk
Philochoros stammte aus einer Priesterfamilie; sein Vater hieß Kyknos. Seine Tätigkeit als Seher und Opferschauer ist erstmals für 306 v. Chr. belegt. In dieser Eigenschaft verfügte er über beträchtlichen Einfluss. Er war politisch konservativ an den alten Werten Athens ausgerichtet, streng antimakedonisch gesinnt und ein unerbittlicher Gegner des Demetrios I. Poliorketes. Laut der Suda, die eine kurze Vita über ihn bietet, wurde Philochoros um 261 v. Chr. auf Betreiben des Antigonos II. Gonatas, des Sohns des Demetrios, hingerichtet, weil er im Chremonideischen Krieg Partei für den ägyptischen König Ptolemaios II. Philadelphos ergriffen hatte, der die Athener zum Widerstand gegen die Makedonen ermutigt hatte.
Die Suda führt insgesamt 21 Werke des Philochoros auf; weitere sechs sind durch andere Zeugnisse bekannt. Diese Schriften haben die athenische Geschichte, Religion und Literatur zum Thema, sind aber bis auf Fragmente verloren. Durch den Fund umfänglicher Bruchstücke von Didymos’ Kommentar zu Demosthenes (1904) kamen zahlreiche neue Fragmente der Philochoros-Schriften hinzu.
Philochoros’ Hauptwerk Atthis war eine Geschichte Athens von den frühesten Zeiten bis 262 v. Chr. in siebzehn Büchern. Es verdrängte nahezu komplett ältere Darstellungen der athenischen Lokalgeschichte. Spätere alexandrinische Gelehrte nutzten es u. a. zur Erklärung der großen attischen Redner. Eine beträchtliche Anzahl von Fragmenten sind bei den Lexikographen und Scholiasten, bei Athenaios, Dionysios von Halikarnassos und andernorts überliefert. Der Autor selbst hat einen Auszug aus diesem Werk verfasst, ebenso wie später Asinius Pollio von Tralles (vielleicht ein Freigelassener des berühmten Gaius Asinius Pollio).
Die ersten beiden Bücher von Philochoros’ Atthis behandelten die mythische Zeit bis Solon, die folgenden beiden Bücher stellten die daran anschließende Epoche bis zum Ende des 5. Jahrhunderts v. Chr. dar, die Bücher 5 und 6 reichten bis 338 oder 317 v. Chr. und die übrigen 11 Bücher waren der vom Autor selbst erlebten Zeit gewidmet. Philochoros räumte also der Frühzeit verhältnismäßig wenig Raum ein und schrieb über seine eigene Gegenwart sehr ausführlich. Gerade aus diesem zeitgeschichtlichen Teil des Werks sind fast keine Bruchstücke überliefert, während die meisten der zahlreichen Fragmente aus den ersten sechs Büchern stammen. Aus ihnen ist zu ersehen, dass Philochoros Mythen rationalistisch deutete, dass er also historische Erklärungen für verbreitete Mythen zu finden suchte. Die kurzen, im engeren Sinn historischen Bruchstücke zeigen, dass sich der Autor einer nüchternen, schmucklosen Sprache bediente; seine Angaben haben fast urkundlichen Wert.
Philochoros schrieb auch über Orakel, Divination und Opfer; athenische Agone; die Mythologie und religiösen Feste der Tetrapolis von Attika; die Mythen des Sophokles; die Leben des Euripides und Pythagoras; die Gründung von Salamis. Er kompilierte chronologische Listen von den Archonten (von Sokratides bis Apollodor, 374 bis 350 oder 319 v. Chr.) und den Olympiaden und legte eine Sammlung attischer Inschriften an, die erste ihrer Art in Griechenland. Aus allen diesen Werken sind nur spärliche Bruchstücke erhalten geblieben.

## Ausgaben
- Felix Jacoby: Die Fragmente der griechischen Historiker. Nr. 328